# Werner Schroeter

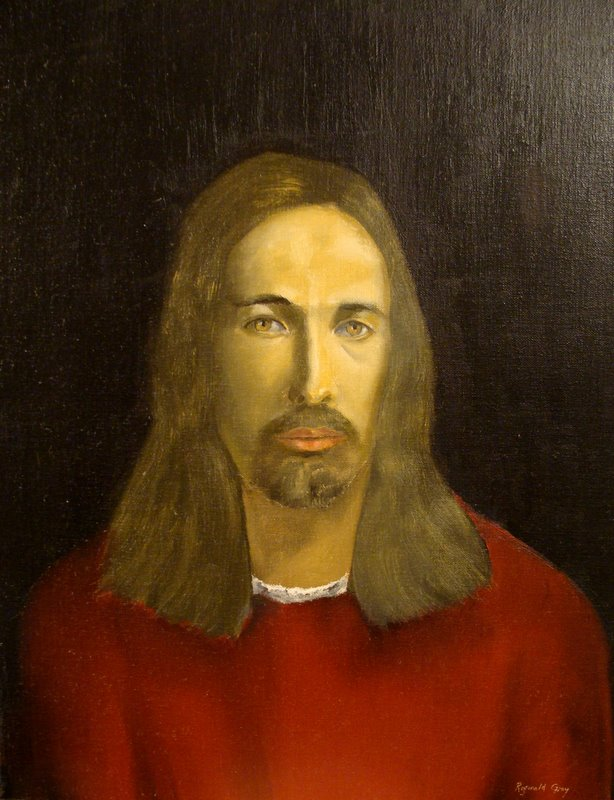
Retrato pintado por Reginald Gray

Werner Schroeter (Georgenthal, Turingia, Alemania,7 de abril de 1945-Kassel, 12 de abril de 2010) fue un actor, guionista y director teatral, opera y cinematográfico alemán visto como uno de los más radicales, innovadores y destacados de postguerra

## Biografía

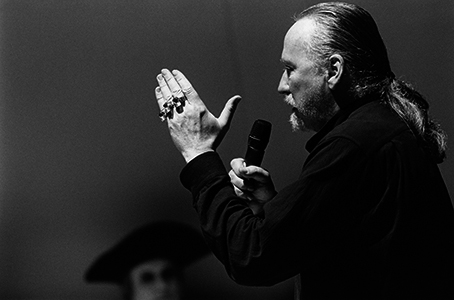
Werner Schroeter (2000)

Estudió psicología en Mannheim y cine en Múnich. Obsesionado por la voz y figura de Maria Callas trabajó con la actriz Magdalena Montezuma, protagonista de La muerte de Maria Malibran, hasta la muerte de ella en 1984.
Desde 1972 dirigió teatro y ópera en Berlín, Bochum, Hamburgo, Düsseldorf, Bonn, París, Brasil e Italia. Y en cine con Rainer Werner Fassbinder, Wim Wenders, Alexander Kluge, Werner Herzog y Volker Schlöndorff.
En 1960 trabajó con Rosa von Praunheim En 1970 conoció al pintor  Reginald Gray  quien pintó su retrato
Como actor participó en películas de Rainer Werner Fassbinder (Beware of a Holy Whore) (1971), y en varias producciones teatrales.
Su largometraje Palermo or Wolfsburg, ganó el Oso de Oro del Festival de Berlín y  con Malina  con Isabelle Huppert entró en competencia en el Festival de Cannes.
Su film “Poussières d’amour” (1996) unió a las divas Martha Mödl, Rita Gorr y Anita Cerquetti en una discusión sobre arte y vejez y en  “The Queen” (1999), entrevistó a la célebre actriz del teatro y cine alemán Marianne Hoppe, discípula de Max Reinhardt y miembro del Berliner Ensemble hasta 1997.
En 2016 ha sido galardonado con el Premio Traetta póstumo por su empeño en el redescubrimiento y la valorización de las raíces europeas de la música clásica.

## Filmografía
- 1967: Verona
- 1968: Aggressionen
- 1968: Callas Walking Lucia
- 1968: Faces
- 1968: Grotesk – Burlesk – Pittoresk
- 1968: Himmel hoch
- 1968: La morte d'Isotta
- 1968: Maria Callas Porträt
- 1968: Mona Lisa
- 1968: Paula – Je reviens
- 1968: Übungen mit Darstellern
- 1968: Virginia’s Death
- 1969: Argila
- 1969: Eika Katappa
- 1969: Neurasia
- 1969: Nicaragua
- 1970: Anglia
- 1970: Der Bomberpilot
- 1971: Macbeth
- 1971: Salomé
- 1972: Der Tod der Maria Malibran
- 1973: Willow Springs
- 1975: Der schwarze Engel
- 1975: Johannas Traum
- 1976: Goldflocken
- 1978: Neapolitanische Geschwister / Neapolitanische Geschichten
- 1980: Die Generalprobe
- 1980: Palermo oder Wolfsburg
- 1980: Weiße Reise
- 1981: Tag der Idioten
- 1982: Liebeskonzil
- 1983: Der lachende Stern
- 1986: Auf der Suche nach der Sonne
- 1986: Der Rosenkönig
- 1986: Zum Beispiel Argentinien
- 1991: Malina
- 1996: Poussières d'amour – Abfallprodukte der Liebe
- 2000: Die Königin – Marianne Hoppe
- 2002: Deux
- 2008: Diese Nacht

## Premios y distinciones
Festival Internacional de Cine de Berlín
| Año  | Categoría  | Película            | Resultado |
| ---- | ---------- | ------------------- | --------- |
| 1980 | Oso de Oro | Palermo o Wolfsburg | Ganador   |

Festival Internacional de Cine de Venecia
| Año  | Categoría                          | Película | Resultado |
| ---- | ---------------------------------- | -------- | --------- |
| 2008 | León de Oro a toda una trayectoria | -        | Ganador   |